# Auburn Hills (Michigan)
Auburn Hills ist eine Stadt im Oakland County, Michigan, USA. Bei der Volkszählung von 2020 wurde eine Bevölkerungszahl von 24.360 ermittelt. Die Stadt entstand 1983, als die Verwaltungseinheit Pontiac Township aufgelöst wurde, weitere Teile von Pontiac Township bilden heute die Stadt Pontiac (Michigan) und die City Lake Angelus. Die amerikanischen Hauptquartiere von Stellantis, Edag, Continental, Benteler Automotive und BorgWarner sind hier ansässig, auch Volkswagen Group of America hat dort eine Betriebsstätte.

## Geographie
Die Stadt umfasst eine Fläche von 43,0 km², davon sind 0,1 km² (= 0,12 %) Wasserflächen.

## Bevölkerung
Nach der Volkszählung von 2000 wohnten 19.837 Menschen in 8.064 Haushalten und 4.604 Familien in der Stadt. Die Bevölkerungsdichte betrug 461,1 Einwohner pro km². 75,92 % der Bevölkerung waren Weiße, 13,22 % Afroamerikaner, 0,32 % amerikanische Ureinwohner, 6,33 % Asiaten, 0,04 % pazifische Insulaner, 1,56 % anderer Herkunft und 2,61 % Mischlinge. 4,50 % waren Latinos unterschiedlicher Abstammung.
Von den 8.064 Haushalten hatten 26,7 % Kinder unter 18 Jahre. 43,0 % davon waren verheiratete, zusammenlebende Paare, 10,5 % waren alleinerziehende Mütter, 42,9 % waren keine Familien, 33,1 % bestanden aus Singlehaushalten und in 6,0 % lebten Menschen älter als 65. Die Durchschnittshaushaltsgröße betrug 2,25, die Durchschnittsfamiliengröße 2,92.
20,4 % der Bevölkerung waren unter 18 Jahre alt, 15,9 % zwischen 18 und 24, 38,1 % zwischen 25 und 44, 18,2 % zwischen 45 und 64, 7,3 % älter als 65. Das Durchschnittsalter lag bei 31 Jahren. Das Verhältnis Frauen zu Männer betrug 100:98,3, für Menschen älter als 18 Jahre  100:97,5.
Der Einkommensmedian der Haushalte lag bei 51.376 $, für eine Familie bei 60.849 $, bei Männern bei 45.686 $ gegenüber 34.015 $ bei Frauen. Das Pro-Kopf-Einkommen der Stadt betrug 25.529 $. 6,3 % der Bevölkerung und 3,9 % der Familien lebten unterhalb der Armutsgrenze, davon waren 6,4 % Kinder oder Jugendliche jünger als 18 Jahre und 4,4 % Menschen älter als 65.

## Wirtschaft
In Auburn Hills haben zahlreiche Unternehmen ihre globale oder US-amerikanische Zentrale, darunter einige der bedeutendsten Unternehmen der Automobilzulieferindustrie, wie z. B. Faurecia, Borg Warner, Autoliv und Nexteer Automotive.
Volkswagen Group of America ließ sich im Jahr 1991 in Auburn Hills nieder, verlegte die Zentrale der nordamerikanischen Aktivitäten 2007 aber nach Herndon, Virginia.

## Hauptverkehrswege
Durch Auburn Hills verläuft in Nord-Süd-Richtung die Interstate 75 (I-75) und in Ost-West-Richtung die M59. Die I-75 verbindet Auburn Hills mit Detroit, nach Norden mit der Unteren Halbinsel von Michigan. Beide Straßen kreuzen sich direkt auf der Südseite des Chrysler-Hauptquartiers.

## Silverdome und Clinton River Trail
Auf der Südseite von Auburn Hills befand sich der Silverdome nahe der Kreuzung I75–M59. Dessen Dach stürzte von einigen Jahren ein und wurde zuletzt abgerissen (Februar 2021). Ebenfalls auf der Südseite befindet sich der Clinton River Trail, dieser ist Bestandteil eines Netzwerkes von Radwanderwegen durch Michigan. In Auburn Hills verbindet der Trail Pontiac und Oakland in Ost-West-Richtung verlaufend.